# Erioptera (Erioptera) georgei
Erioptera (Erioptera) georgei is een tweevleugelige uit de familie steltmuggen (Limoniidae). De soort komt voor in het Nearctisch gebied.